# Lerypol
Lerypol, Lerpol – nieistniejący już folwark na Białorusi, na terenie obecnego rejonu grodzieńskiego, sielsowiet Obuchowo, leżała w sąsiedztwie miejscowości Budowla, Kotra, Kurpiki, Ogrodniki, Pławy i Sawolówka.
W miejscowości tej znajdował się przed II wojną światową majątek Antoniego Szyllinga – generała dywizji Wojska Polskiego II RP.

## Historia
Dawniej folwark w województwie trockim Rzeczypospolitej Obojga Narodów. W XIX w. Lerypol był folwarkiem dóbr Skidel. W czasach zaborów w granicach Imperium Rosyjskiego, w guberni grodzieńskiej. Według spisu powszechnego z 1921 r. była to miejscowość zniszczona i niezamieszkana po I wojnie światowej i wojnie polsko-bolszewickiej. W latach 1921–1939 wieś leżała w Polsce, w województwie białostockim, w powiecie grodzieńskim, w gminie Żydomla. W okresie międzywojennym stała się osadą wojskową w gminie Żydomla powiatu grodzieńskiego województwa białostockiego.
Miejscowość należała do parafii prawosławnej w Skidlu i rzymskokatolickiej w Kaszubińcach. Podlegała pod Sąd Grodzki w Skidlu Okręgowy w Grodnie; właściwy urząd pocztowy mieścił się w Żydomli.
W wyniku napaści ZSRR na Polskę we wrześniu 1939 miejscowość znalazła się pod okupacją sowiecką, po której doszło tu do zbrodni popełnionej przez białoruskich komunistów na polskich osadnikach. Później domy z Lerypola zostały rozebrane i przeniesione w inne miejsca. 2 listopada została włączona do Białoruskiej SRR. 4 grudnia 1939 włączona do nowo utworzonego obwodu białostockiego. Od czerwca 1941 roku pod okupacją niemiecką. 22 lipca 1941 r. włączona w skład okręgu białostockiego III Rzeszy. W 1944 miejscowość została ponownie zajęta przez wojska sowieckie i włączona do obwodu grodzieńskiego Białoruskiej SRR.
Od 1991 wchodzi w skład Białorusi.